# St. Marien (Ostramondra)

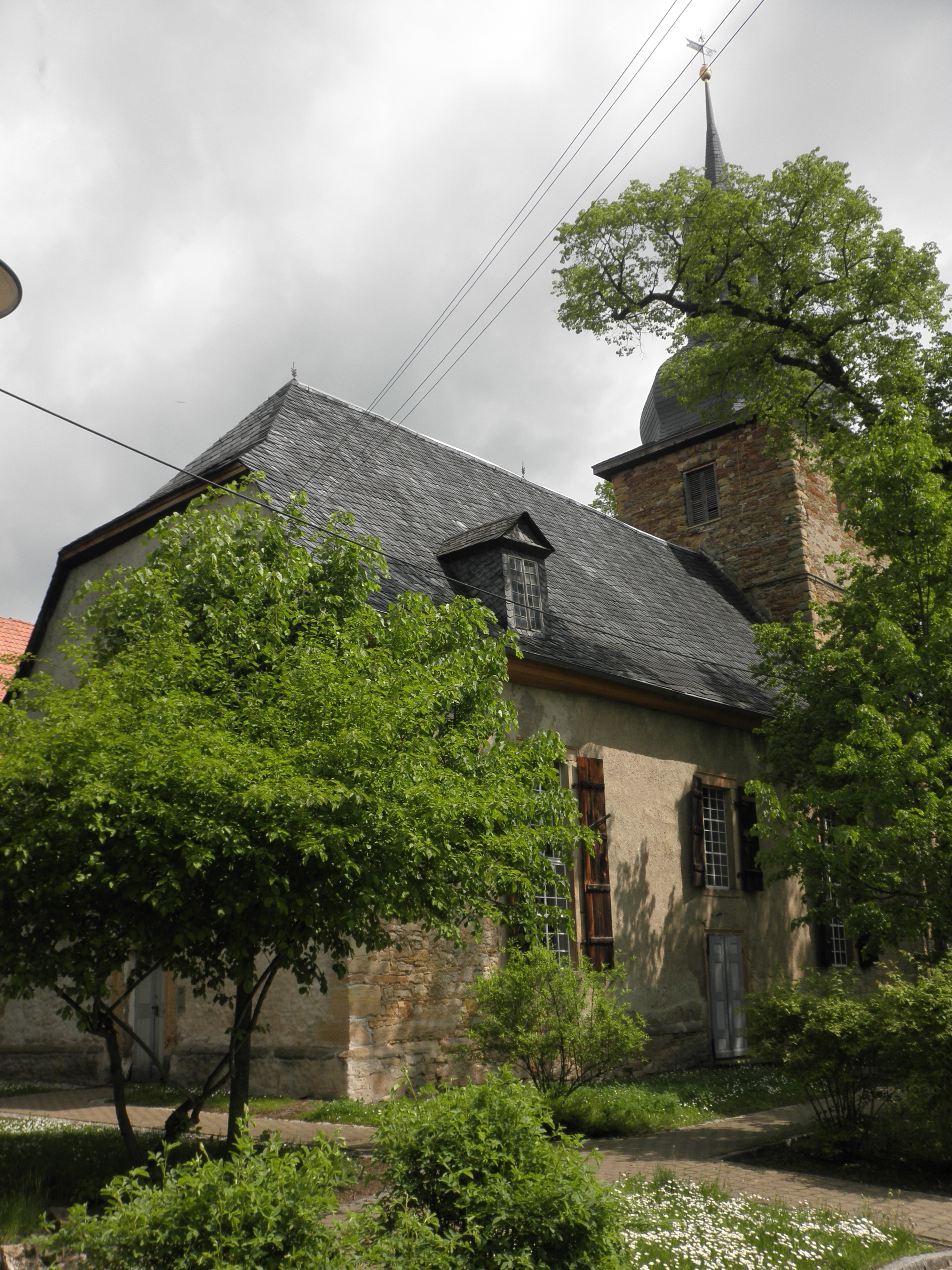
St. Marien

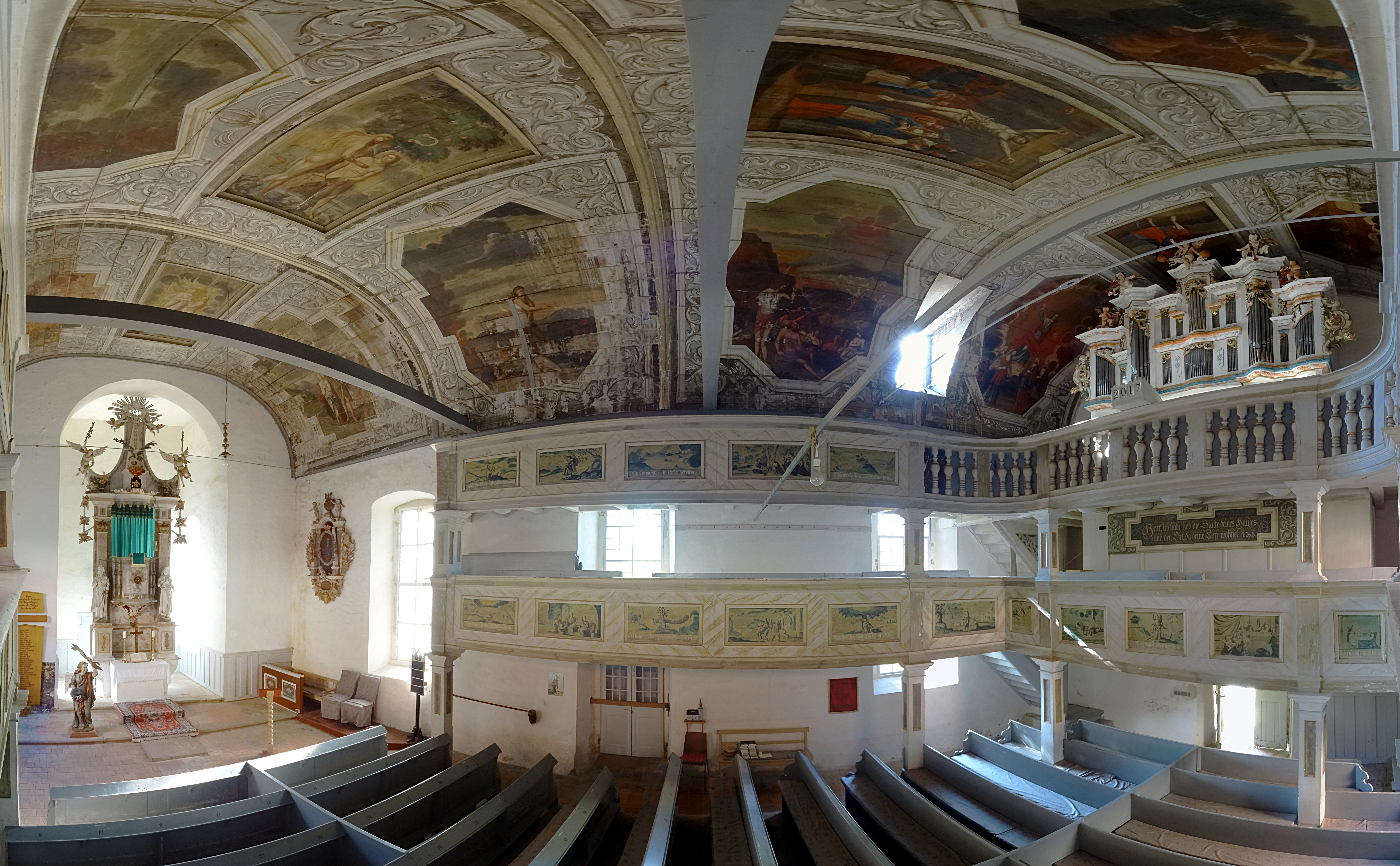
Innenansicht

Die evangelische Kirche St. Marien steht in der Gemeinde Ostramondra im Landkreis Sömmerda in Thüringen.

## Geschichte
St. Marien wurde als evangelische Schlosskirche 1711 bis 1712 errichtet und geweiht. Als Bauherr ist Rudolf von Bünau genannt, der 1709 verstarb.
Die aus Bruchsteinen errichtete Saalkirche mit westlichem Kirchenschiff und geradem Westabschluss besitzt ein schiefergedecktes Satteldach mit westlichem Krüppelwalm und einem östlich anschließenden schmalen Chorturm mit barocker schiefergedeckter Haube. Der östliche Kirchturm stammt wohl aus der frühgotischen Bauperiode. Vorher stand auf dem Grundstück eine Kapelle. Das Gotteshaus erhielt 1742 bis 1744 eine Barockorgel, die 2005 bis 2006 restauriert wurde.
Das Gotteshaus wurde in barocker Üppigkeit errichtet und ausgestaltet, was an Orgel, Taufengel, Altar und den biblischen Wand- und Deckengemälden erkennbar ist.

## Stiftung KiBa
Durch die Stiftung KiBa wurden u. a. die Instandsetzung des Kirchendachs und der Mauerkrone und der Dachentwässerung finanziert. Weiterer Sanierungsbedarf besteht.